# Qingshan Nongchang (bondby i Kina, Heilongjiang Sheng, lat 47,95, long 128,92)
Qingshan Nongchang (kinesiska: 青山农场) är en bondby i Kina. Den ligger i provinsen Heilongjiang, i den nordöstra delen av landet, omkring 300 kilometer nordost om provinshuvudstaden Harbin. Antalet invånare är 271. Befolkningen består av 139 kvinnor och 132 män. Barn under 15 år utgör 4,0 %, vuxna 15-64 år 84 %, och äldre över 65 år 11,0 %.
Runt Qingshan Nongchang är det ganska glesbefolkat, med 40 invånare per kvadratkilometer. Närmaste större samhälle är Youhao, 12,7 km sydväst om Qingshan Nongchang. I omgivningarna runt Qingshan Nongchang växer i huvudsak blandskog.
Genomsnittlig årsnederbörd är 1 121 millimeter. Den regnigaste månaden är juli, med i genomsnitt 260 mm nederbörd, och den torraste är februari, med 16 mm nederbörd.